# De Jef Patatten-invasie
 De Jef Patatten-invasie is het 27ste album uit de Belgische stripreeks De avonturen van Urbanus en verscheen in 1990. Het werd getekend door Willy Linthout en bedacht door Urbanus zelf.

## Verhaal
Urbanus schiet zijn ouders naar de maan, nadat hij in het vorig album al alle andere aardbewoners daarheen verbannen heeft. Eén persoon is hij echter vergeten: Jef Patat. Deze ontdekt een vermenigvuldigingsmachine waarmee hij zich kloont, en zo raakt de aarde bevolkt met Jef Patatten.